# Cybersecurity and Infrastructure Security Agency
Cybersecurity and Infrastructure Security Agency (skrótowiec: CISA), Agencja ds. Cyberbezpieczeństwa i Bezpieczeństwa Infrastruktury jest samodzielną agencją Stanów Zjednoczonych, komponentem operacyjnym pod nadzorem Departamentu Bezpieczeństwa Wewnętrznego. Jej działalność jest kontynuacją National Protection and Programs Directorate (NPPD). CISA została założona 16 listopada 2018 roku, kiedy Prezydent Donald Trump podpisał Ustawę o Agencji Cyberbezpieczeństwa i Bezpieczeństwa Infrastruktury z 2018 roku. Aktualnym dyrektorem jest Brandon Wales.
Pierwszym dyrektorem CISA został były podsekretarz NPPD Christopher Krebs, a jego pierwszym zastępcą został jego były zastępca Matthew Travis. Rolą CISA jest poprawa cyberbezpieczeństwa na wszystkich szczeblach władzy, koordynacja programów cyberbezpieczeństwa w stanach USA oraz poprawa rządowych zabezpieczeń cybernetycznych przed prywatnymi oraz państwowymi hakerami.

## Historia
Utworzona w 2007 roku National Protection and Programs Directorate (NPPD) była częścią Departamentu Bezpieczeństwa Wewnętrznego Stanów Zjednoczonych. Celem NPPD było przyspieszenie misji Departamentu w zakresie bezpieczeństwa wewnętrznego poprzez redukcję i eliminację zagrożeń dla krytycznej infrastruktury fizycznej i cybernetycznej USA.
16 listopada 2018 r. prezydent Trump podpisał ustawę z 2018 r. o Agencji ds. Cyberbezpieczeństwa i Bezpieczeństwa Infrastruktury, która wzniosła misję byłej NPPD w Departamencie Bezpieczeństwa Wewnętrznego, powołując Agencję ds. Cyberbezpieczeństwa i Bezpieczeństwa Infrastruktury (CISA). CISA jest następcą NPPD i pomaga zarówno innym agencjom rządowym, jak i organizacjom sektora prywatnego w rozwiązywaniu problemów związanych z cyberbezpieczeństwem.
22 stycznia 2019 r. CISA wydała swoją pierwszą dyrektywę awaryjną (19-01: Mitigate DNS Infrastructure Tampering) ostrzegającą, że „aktywny napastnik atakuje organizacje rządowe”, wykorzystując techniki zatruwania DNS do przeprowadzania ataków typu man-in-the-middle. Grupa badawcza FireEye stwierdziła, że „wstępne badania sugerują, że działacz bądź działacze odpowiedzialni mają związek z Iranem”.
W 2020 r. CISA utworzyła stronę internetową zatytułowaną Kontrola Plotek (ang. Rumour Control), aby odeprzeć dezinformację związaną z wyborami prezydenckimi w Stanach Zjednoczonych w 2020 roku. 12 listopada 2020 r. CISA wydała komunikat prasowy, w którym stwierdziła: „Nie ma dowodów na to, że jakikolwiek system głosowania usunął lub utracił głosy, zmienił głosy lub został w jakikolwiek sposób naruszony”. Tego samego dnia dyrektor Krebs wskazał, że spodziewa się odwołania ze stanowiska przez administrację Trumpa. Krebs został następnie zwolniony przez prezydenta Trumpa 17 listopada 2020 r. za pośrednictwem tweeta za jego uwagi dotyczące bezpieczeństwa wyborów.
Bryan Ware, zastępca dyrektora CISA, również złożył rezygnację 12 listopada, z doniesieniami, że wnioskowano o jego rezygnację.

## Wydziały
Wydziały CISA obejmują:
- Wydział Cyberbezpieczeństwa
- Wydział Bezpieczeństwa Infrastruktury
- Wydział Komunikacji Ratunkowej,
- Krajowe Centrum Zarządzania Ryzykiem
- Wydział Operacji Zintegrowanych
- Wydział Zaangażowania Interesariuszy
- Narodowa Straż Technologii Awaryjnych (nieaktywna, ale może być aktywowana przez dyrektora CISA)